# Libertad

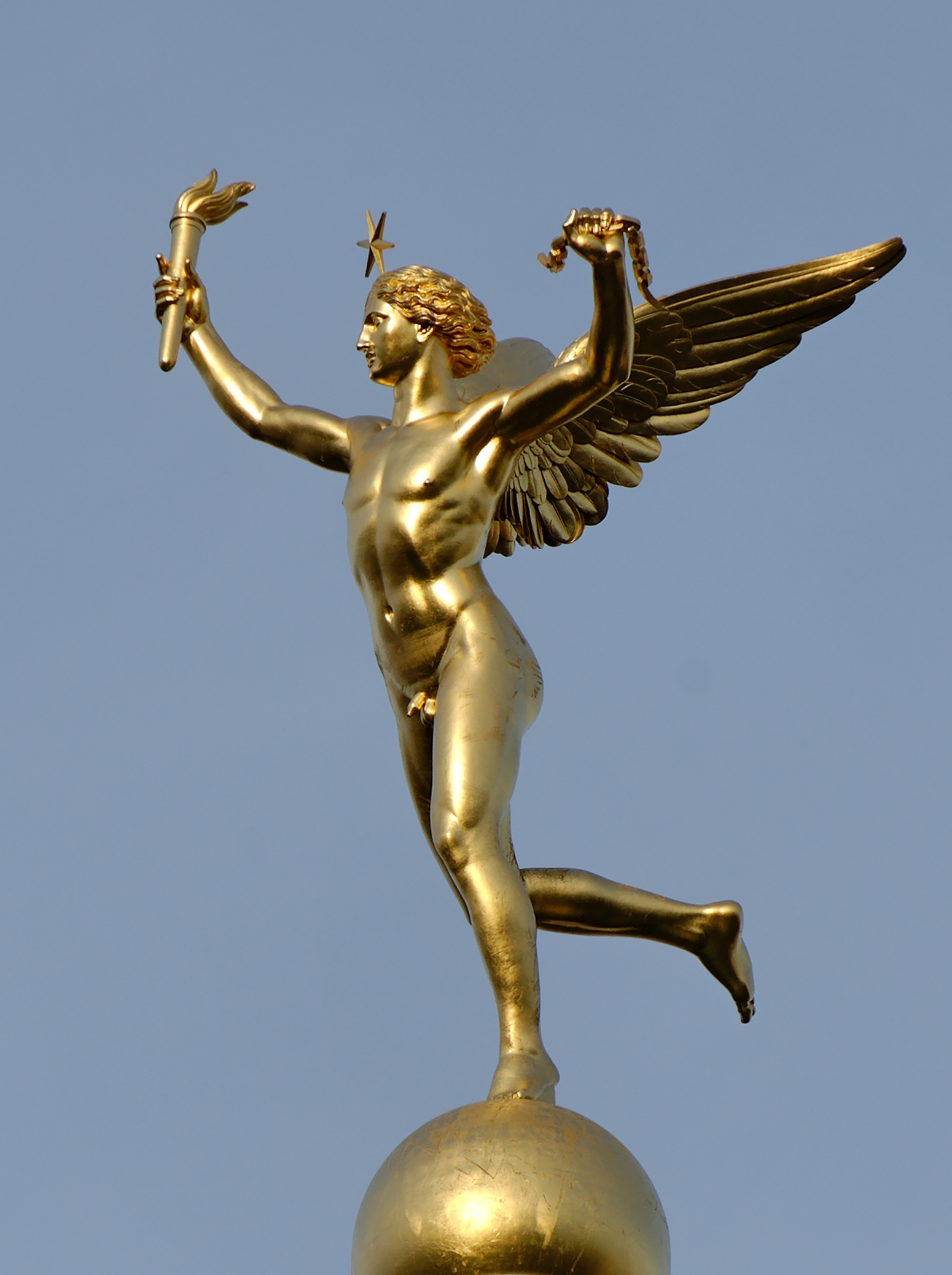
Le Génie de la Liberté, El Genio de la Libertad, de Augustin Dumont, estatua de bronce que descansa sobre la Columna de Julio.

La libertad (del latín: libertas, -ātis) en sentido amplio es la capacidad humana de actuar por voluntad propia. También como la facultad natural que tiene el hombre de obrar de una manera o de otra, y de no obrar, por lo que es responsable de sus actos. 
Según las acepciones 1, 2, 3 y 4 de este término en el Diccionario de la lengua española de la Real Academia Española, el estado de libertad define la situación, circunstancias o condiciones de quien no es esclavo, ni sujeto, ni impuesto al deseo de otros de forma coercitiva. En otras palabras, aquello que permite a alguien decidir si quiere hacer algo o no, lo hace libre, pero también responsable de sus actos en la medida en que comprenda las consecuencias de ellos.
La quinta acepción del término define la libertad en los Estados democráticos como «derecho de valor superior que asegura la libre determinación de las personas.». Con base en ello, la protección de la libertad interpersonal es objeto de una investigación social y política.
El fundamento metafísico de la libertad interior es una cuestión psicológica y filosófica.
Ambas formas de la libertad se unen en cada individuo como lo interno y lo externo de una malla de valores, juntos en una dinámica de compromiso.[cita requerida]
En filosofía, sociología, derecho y política, la libertad es un concepto importante: marca la capacidad de los individuos para ejercer su voluntad con -según la orientación política del discurso- el énfasis en los matices, ninguno de los cuales agota el significado completo:
- formulación negativa: donde se señala la ausencia de sumisión, servidumbre, coacción, alienación..., ya sean ejercidas por otros individuos (ejemplo: esclavitud) o -ya no físicamente sino operando sobre mentalidades - por sociedad (ejemplos: propaganda, control social o ley, en la medida en que ciertas disposiciones son vividas como liberticidas, como la videovigilancia, el confinamiento o la prohibición);
- formulación positiva: en la que se afirma la autonomía y la espontaneidad del sujeto racional; el comportamiento voluntario humano se basa en la libertad y se califica de libre;
- Formulación relativa: diversos adagios ponen de relieve el equilibrio que debe alcanzarse en una alternativa, destinada en particular a hacer compatible la libertad con principios de filosofía política como igualdad y justicia. Así: "la libertad consiste en poder hacer todo lo que no perjudica a los demás" (art. 4 de la Declaración de los Derechos del Hombre), lo que implica la posibilidad de "hacer todo lo que no está prohibido, así como no hacer lo que no es obligatorio" (art. 5), la "libertad de decir o hacer lo que no sea contrario al orden público o a la moral pública" (derecho administrativo) o "La libertad de unos termina donde empieza la de otros" (tal vez inspirado en John Stuart Mill)[4]. En tal formulación, la libertad está estrechamente vinculada al concepto de derecho, llegando a confundirse ambas nociones.

## Etimología
En español, la palabra libertad proviene del latín libertas, -ātis, de igual significado.

### Autonomía superior
En el marco de control interno, la libertad es también conocida como la libre determinación, la individualidad o la autonomía pero sujetas a una autoridad superior.[cita requerida]
La libertad para una persona también puede significar autonomía interna o de maestría sobre la condición interna. Esto tiene varios significados posibles:[cita requerida]
- La capacidad de actuar de conformidad con el propio ser verdadero o valores.
- La capacidad de actuar de conformidad con los valores universales (como la verdad y el bien).
- La capacidad de actuar con independencia de los dictados de la razón y la instancia de deseos, es decir, arbitrariamente (autónoma).
- La capacidad de actuar de conformidad con los dictados de la razón.

En una obra de Hans Sachs, el filósofo griego Diógenes se refiere a Alejandro Magno, diciéndole: «Vos sois el siervo de mis siervos». El filósofo ha conquistado al miedo, la lujuria, y la ira; Alejandro todavía sirve a estos maestros. A pesar de haber conquistado el mundo exterior, todavía no ha dominado el mundo interior. Este tipo de dominio no depende de nada ni nadie más que nosotros mismos.[cita requerida]
San Agustín nos la define, "La verdadera libertad no consiste en hacer lo que me da la gana, sino en hacer lo que tenemos que hacer porque nos da la gana". Ser. 344,4. 
Insiste San Agustín en la libertad del hombre: "No es libre el que obra por miedo al castigo, sino el que obra por amor a la justicia" In ps. 67,15.
En el siglo XX, notables personalidades han sido el ejemplo de esta forma de incluir la libertad, como Nelson Mandela, el rabino Leo Baeck y Mahatma Gandhi.[cita requerida]
El filósofo francés Jean-Jacques Rousseau afirmó que la condición de la libertad es inherente a la humanidad, una inevitable faceta de la posesión del alma, con la implicación de que todas las interacciones sociales con posterioridad al nacimiento implica una pérdida de libertad, voluntaria o involuntariamente. Él hizo la famosa frase «El hombre nace libre, pero en todas partes está encadenado».
Intenta rebatirle Ricardo Yepes Stork, quien afirma:

Yo no soy libre de tener una determinada constitución biopsicológica, ni de nacer en un determinado momento histórico o en cierta región, pero sí soy libre de asumirla o no en mi proyecto biográfico. Imaginarse una libertad pura, carente de estas condiciones, sin limitación, es una utopía; una libertad así sencillamente no existe, pues todos estamos determinados inicialmente en nuestras decisiones por la situación que vivimos y por el tiempo en que hemos nacido.[cita requerida]

Por lo que la esfera de la libertad no se da de una vez y para siempre, sino que ha de ser conquistada todos los días, a través de cada una de las acciones realizadas.
Rudolf Steiner desarrolló una filosofía de la libertad basada en el desarrollo las intuiciones éticas en circunstancias sensibles.

## En filosofía

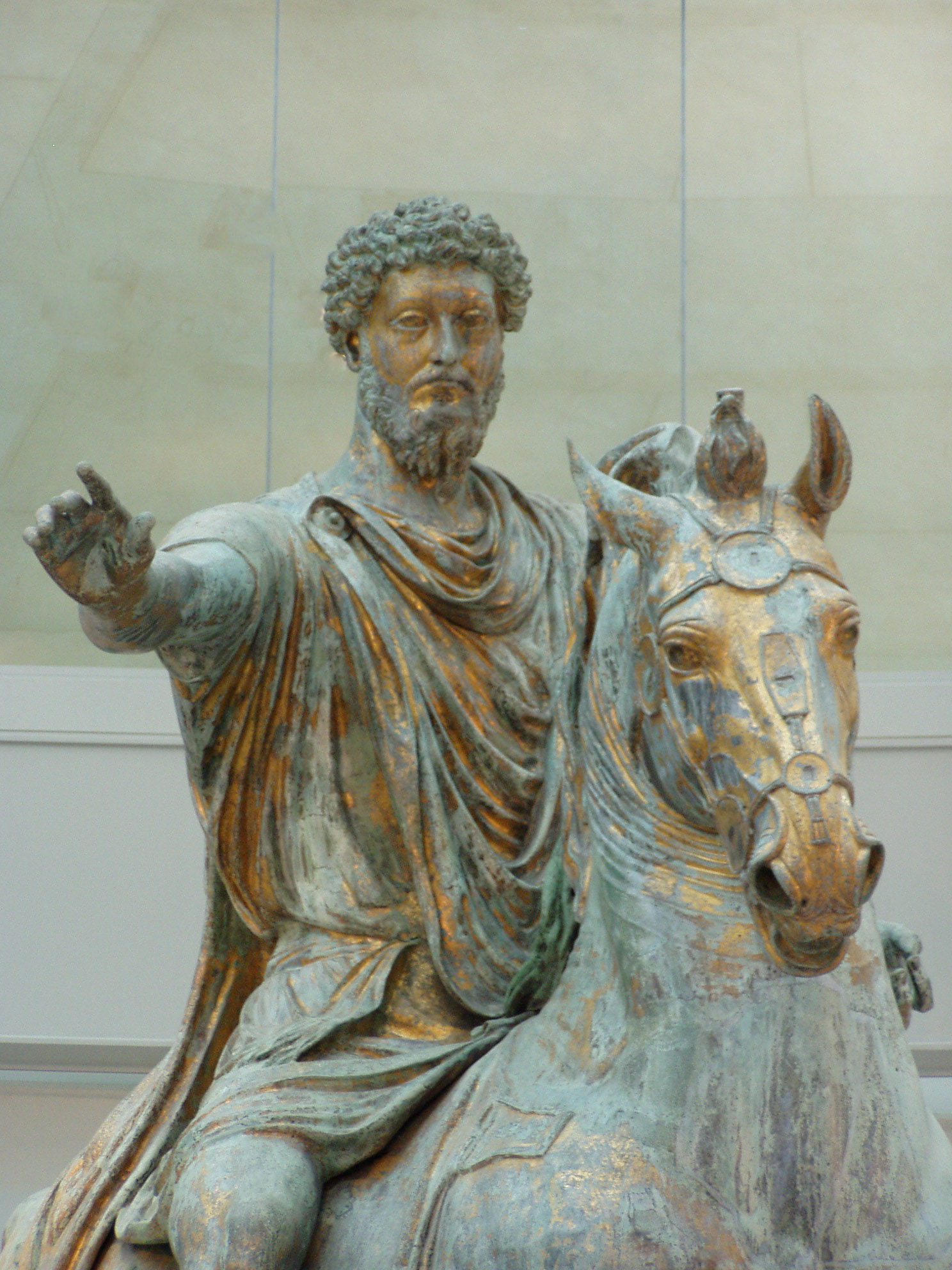
Statua Marco Aurelio Musei Capitolini Fronte

Los filósofos de los primeros tiempos han considerado la cuestión de la libertad. El emperador romano Marco Aurelio (121–180 d. C.) escribió:[cita requerida]
"Una política en la que existe la misma ley para todos, una política administrada con respecto a la igualdad de derechos y la libertad de expresión, y la idea de un gobierno real que respete sobre todo la libertad de los gobernados. 
Un hombre libre es aquel que por su fuerza e ingenio es capaz de hacer, no se le impide hacer lo que tiene la voluntad de hacer."

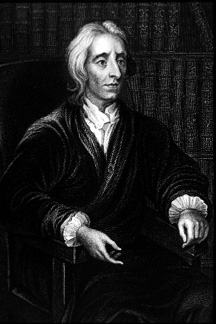
John Locke

En su Leviatán, parte 2, cap. XXI, John Locke rechazó esa definición de libertad. Aunque no menciona específicamente a Thomas Hobbes, ataca a Sir Robert Filmer, quien tenía la misma definición. De acuerdo con Locke:
"En el estado de naturaleza, la libertad consiste en estar libre de cualquier poder superior en la Tierra. Las personas no están bajo la voluntad o autoridad legislativa de otros, sino que solo tienen la ley de la naturaleza para su gobierno." 
"En la sociedad política, la libertad consiste en no estar bajo ningún otro poder legislativo, excepto el establecido por consentimiento en la comunidad. Las personas están libres del dominio de cualquier voluntad o restricción legal aparte de la promulgada por su propio poder legislativo constituido de acuerdo con la confianza depositada en él."
Por lo tanto, la libertad no es como la define Robert Filmer: "Una libertad para que todos hagan lo que quieran, vivan como les plazca, y no estar atados por ninguna ley". La libertad está limitada por las leyes tanto en el estado de la naturaleza como en la sociedad política. La libertad de la naturaleza no debe estar bajo ninguna otra restricción que la ley de la naturaleza. La libertad de las personas bajo el gobierno no debe estar sujeta a restricciones, aparte de las reglas vigentes para vivir que son comunes a todos en la sociedad y creadas por el poder legislativo establecido en ella. Las personas tienen el derecho o la libertad de seguir su propia voluntad en todo lo que la ley no haya prohibido y no estar sujeta a las voluntades inconstantes, inciertas, desconocidas y arbitrarias de los demás.[cita requerida]

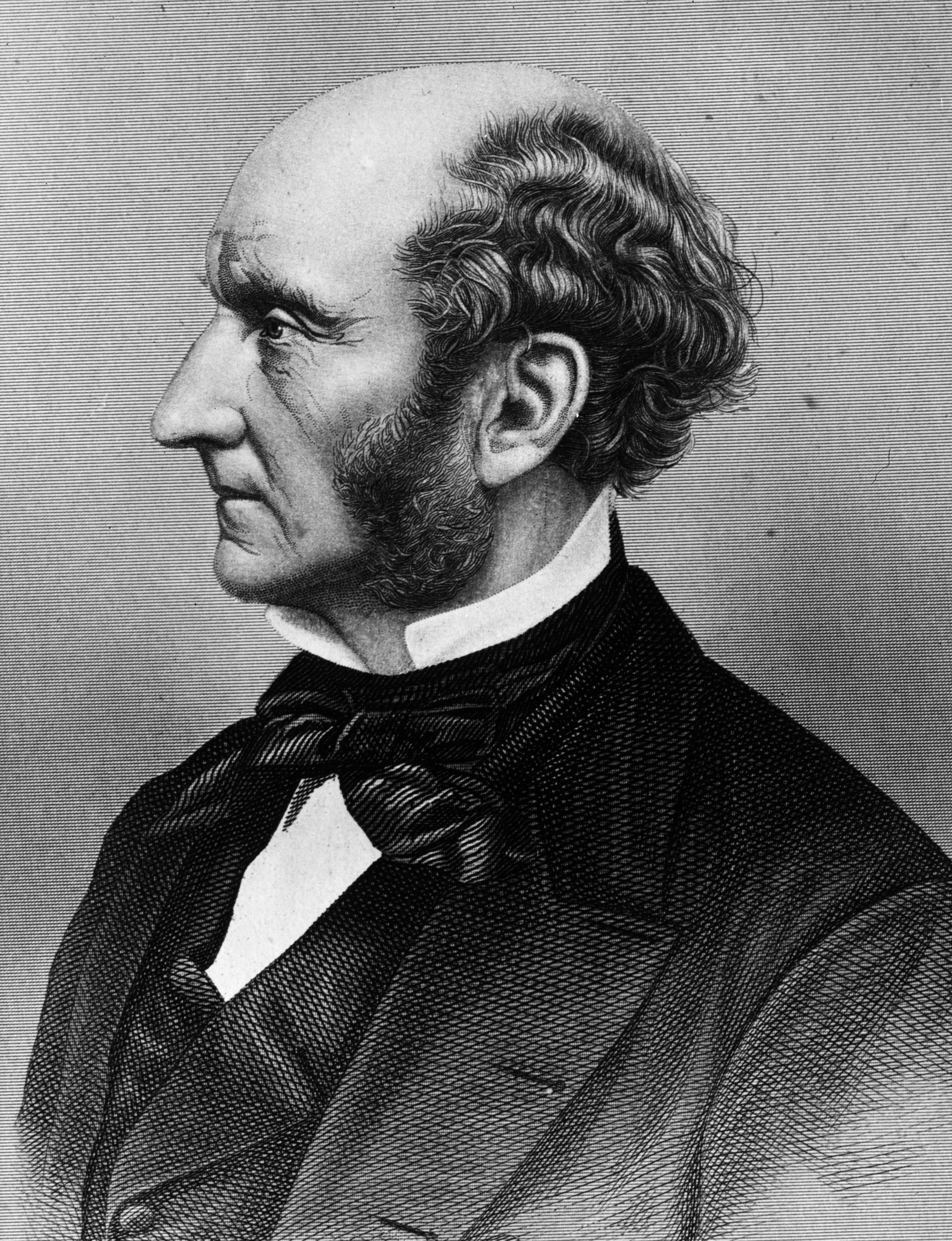
John Stuart Mill

John Stuart Mill, en su trabajo Sobre la libertad, fue el primero en reconocer la diferencia entre la libertad como la libertad de actuar y la libertad como la ausencia de coerción.[cita requerida]
En su libro Dos conceptos de libertad, Isaiah Berlin enmarca formalmente las diferencias entre dos perspectivas como la distinción entre dos conceptos opuestos de libertad: libertad positiva y libertad negativa. El último designa una condición negativa en la cual un individuo está protegido de la tiranía y el ejercicio arbitrario de la autoridad, mientras que el primero se refiere a la libertad que proviene del dominio propio, la libertad de las compulsiones internas como la debilidad y el miedo.[cita requerida]

## Puntos de vista
En el caso del anarquismo la libertad es entendida como la ausencia de coacción o imposición. Los anarquistas consideran que tanto las libertades personales como las económicas son igualmente importantes, y que la asociación o la cooperación debe ser voluntaria, dado el estatus de soberano a todo pacto recíproco entre personas adultas, haciendo innecesaria e indeseable toda interferencia externa a tales pactos (autoridad injustificada, involuntaria o permanente). Los anarquistas entienden la libertad como una condición inherente al ser humano y su desarrollo.
Como ejemplo de los distintos usos de la palabra libertad, algunos dicen que Irak era libre bajo Paul Bremer sobre la base de que su gobierno era un gobierno humanista y no vasallo a otros gobiernos, mucho antes de las elecciones que se celebraron. Otros han argumentado que Irak era libre bajo el régimen de Saddam Hussein porque con él Irak no era una colonia; mientras que una tercera parte de la reclamación es que ni como Estado Dictatorial ni como Estado Colonial, Irak sea precisamente ejemplo de la libertad política para nada.[cita requerida]
Los ecologistas sostienen que a menudo las libertades políticas sociales deben incluir algunas restricciones a la utilización de los ecosistemas. Sostienen que no puede haber lugar para, por ejemplo, "la libertad para contaminar" o "libertad a deforestar" dadas las consecuencias. La popularidad de los todoterrenos, el golf y la expansión urbana ha sido utilizado como prueba de que algunas ideas de la libertad y la conservación ecológica pueden chocar.[cita requerida]
Los animalistas, especialmente los veganos, sostienen que los animales de otras especies deberían tener derechos frente a los humanos, lo cual conduce a un choque de valores que se ve reflejado en campañas de publicidad de organizaciones como PETA, HSUS, etcétera en relación con el uso de animales como fuente de alimento, ocio, vestimenta y experimentación, entre otras cosas.[cita requerida]
Se han producido numerosos debates filosóficos sobre la naturaleza de la libertad, las reclamadas diferencias entre los distintos tipos de libertad y la medida en que la libertad es deseable. Los deterministas sostienen que todas las acciones humanas están predeterminadas y, por lo tanto, la libertad es una ilusión. Una causa determinada tiene una consecuencia determinada basándose principalmente en las leyes de la física y, por lo tanto, al aumentar el nivel de complejidad, la conciencia y la idea de libertad solo son consecuencia determinada de eventos físicos conocidos y regulados por leyes de las cuales no es posible escapar.[cita requerida]
En la jurisprudencia, la libertad es el derecho a determinar la propia acción autónoma, que generalmente se concede en los campos en los que el tema no tiene la obligación de cumplir las leyes a obedecer o, de acuerdo con la interpretación de que la hipotética naturales ilimitada libertad está limitada por la ley para algunos asuntos.[cita requerida]
Jean-Paul Sartre habla de la libertad en su obra Las moscas, donde dice que cada individuo nace libre pero, según las circunstancias, puede o no seguir siendo libre. Esto explica que haya diferentes clases de libertades en las distintas sociedades.[cita requerida]

## Política

### Historia

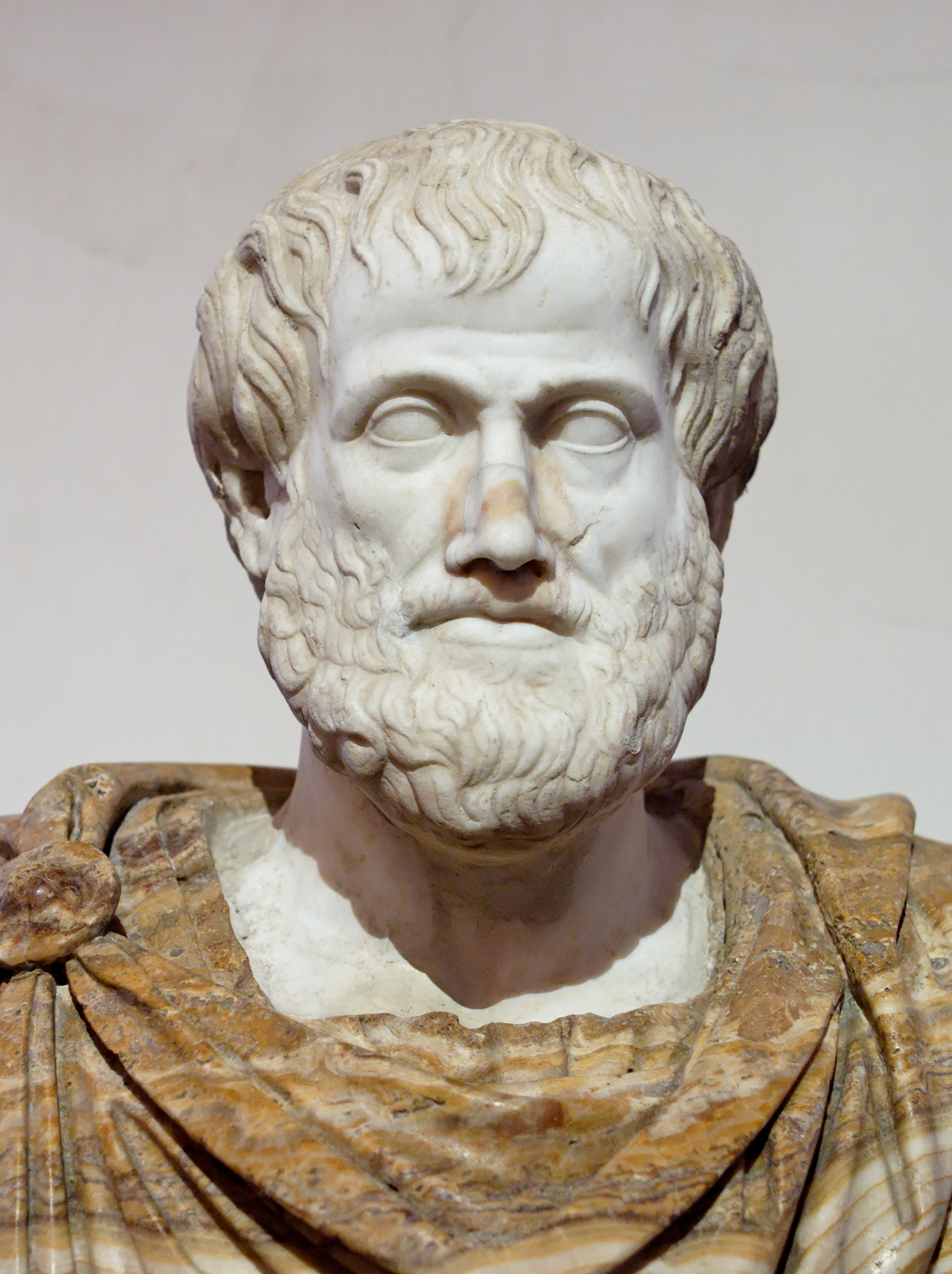
Aristóteles, fue instrumental en formular los conceptos griegos de libertad y esclavitud.

El concepto moderno de libertad política tiene sus orígenes en los conceptos griegos de libertad y esclavitud. Ser libre, para los griegos, era no tener amo, ser independiente de un amo (vivir como uno quiera). Ese era el concepto griego original de libertad. Está estrechamente vinculado con el concepto de democracia, como dijo Aristóteles:
"Esta es, pues, una nota de la libertad que todos los demócratas afirman como principio de su Estado. Otra es que el hombre debe vivir como quiera. Esto, dicen, es el privilegio de un hombre libre, ya que, por otro lado, no vivir como a un hombre le gusta es la marca de un esclavo. Esta es la segunda característica de la democracia, de donde ha surgido la pretensión de los hombres de no ser gobernados por nadie, si es posible, o, si esto es imposible, de gobernar y ser gobernados por turnos; y así contribuye a la libertad basada en la igualdad."
Esto sólo se aplicaba a los hombres libres. En Atenas, por ejemplo, las mujeres no podían votar ni ocupar cargos públicos y dependían legal y socialmente de un pariente varón.
Las poblaciones del Imperio persa gozaban de cierto grado de libertad. Los ciudadanos de todas las religioness y etniass gozaban de los mismos derechos y tenían la misma libertad religiosa, las mujeres tenían los mismos derechos que los hombres y la esclavitud fue abolida (550 a. C.). Todos los palacios de los reyes de Persia fueron construidos por trabajadores asalariados en una época en la que los esclavos solían realizar ese trabajo.
En el Imperio Maurya de la India antigua, los ciudadanos de todas las religiones y grupos étnicos tenían algunos derechos de libertad, Tolerancia e igualdad. La necesidad de tolerancia sobre una base de igualitario puede encontrarse en los Edictos de Ashoka el Grande, que enfatizan la importancia de la tolerancia en las políticas públicas del gobierno. La matanza o captura de Prisioneros de guerra también parece haber sido condenada por Ashoka. La esclavitud también parece haber sido inexistente en el Imperio Maurya. Sin embargo, según Hermann Kulke y Dietmar Rothermund, "las órdenes de Ashoka parecen haber sido resistidas desde el principio."
El derecho romano también abarcaba ciertas formas limitadas de libertad, incluso bajo el gobierno de los emperadores romanos. Sin embargo, estas libertades sólo se concedían a los ciudadanos romanos. Muchas de las libertades de las que gozaba el derecho romano perduraron durante la Edad Media, pero fueron disfrutadas únicamente por la nobleza, rara vez por el hombre común.[cita requerida] La idea de libertades inalienables y universales tuvo que esperar hasta el Siglo de las Luces.

### Contrato social

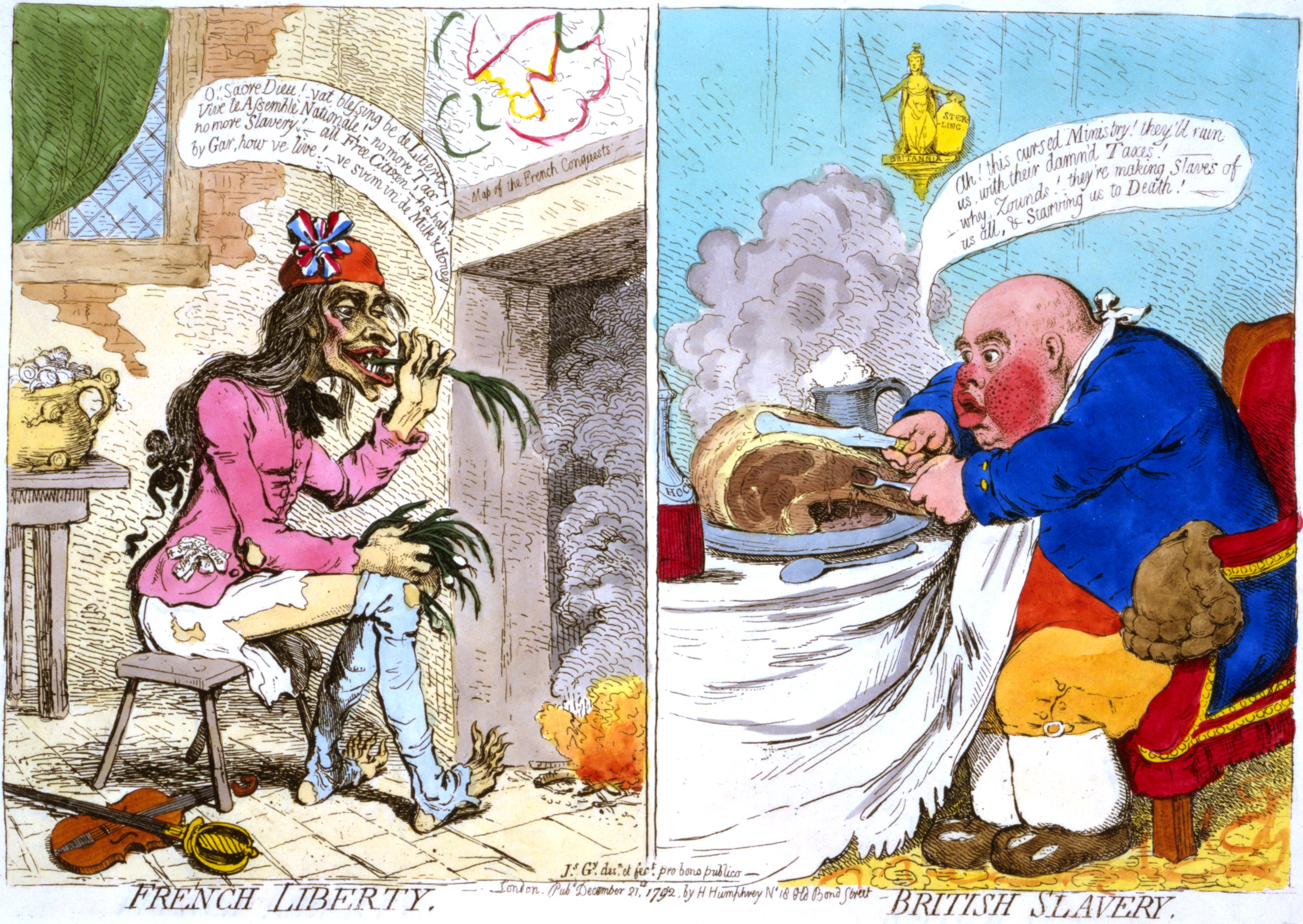
En Libertad francesa. Esclavitud británica (1792), James Gillray caricaturizó la "libertad" francesa como la oportunidad de morirse de hambre y la "esclavitud" británica como quejas hinchadas sobre los impuestos.

La teoría del contrato social, formulada sobre todo por Hobbes, John Locke y Rousseau (aunque sugerida por primera vez por Platón en La República), fue una de las primeras en proporcionar una clasificación política de los derechos, en particular mediante la noción de soberanía y de derechos naturales. Los pensadores de la Ilustración razonaban que la ley regía tanto los asuntos celestes como los humanos, y que la ley daba al rey su poder, en lugar de que el poder del rey diera fuerza a la ley. Esta concepción del derecho encontraría su culminación en las ideas de Montesquieu. La concepción del derecho como una relación entre individuos, y no entre familias, pasó a primer plano, y con ella la creciente atención al libertad individual como realidad fundamental, dada por "la Naturaleza y el Dios de la Naturaleza", que, en la estado ideal, sería lo más universal posible.
En Sobre la libertad, John Stuart Mill trató de definir la "...naturaleza y los límites del poder que puede ser legítimamente ejercido por la sociedad sobre el individuo", y como tal, describe un antagonismo inherente y continuo entre la libertad y la autoridad y por lo tanto, la cuestión predominante se convierte en "cómo hacer el ajuste adecuado entre la independencia individual y el control social". 